# پایگاه هوایی کونیک–چاتاوبرنارد
پایگاه هوایی کونیک–چاتاوبرنارد (به انگلیسی: Cognac – Châteaubernard Air Base) (به زبان بومی: Base aérienne 709 Cognac-Châteaubernard) یک فرودگاه نظامی با کد یاتا CNG است که یک باند فرود سنگفرش دارد و طول باند آن ۲۴۲۳ متر است. این فرودگاه در کشور فرانسه قرار دارد و در ارتفاع ۳۱ متری از سطح دریا واقع شده‌است.